# Aino Mäkelä
Aino Mäkelä es una deportista finlandesa que compitió en tiro con arco, en la modalidad de arco recurvo. Ganó una medalla de bronce en el Campeonato Europeo de Tiro con Arco en Sala de 1985, en la prueba de equipo.

## Palmarés internacional
| Campeonato Europeo en Sala | Campeonato Europeo en Sala | Campeonato Europeo en Sala | Campeonato Europeo en Sala |
| Año                        | Lugar                      | Medalla                    | Prueba                     |
| -------------------------- | -------------------------- | -------------------------- | -------------------------- |
| 1985                       | Odense (Dinamarca)         | Medalla de bronce          | Equipo                     |